# 2557 Putnam
2557 Putnam è un asteroide della fascia principale. Scoperto nel 1981, presenta un'orbita caratterizzata da un semiasse maggiore pari a 2,3500530 UA e da un'eccentricità di 0,1554109, inclinata di 6,05866° rispetto all'eclittica.